# 奈良県道250号平群信貴山線
奈良県道250号平群信貴山線（ならけんどう250ごう へぐりしぎさんせん）は、奈良県生駒郡平群町を通る一般県道である。

## 概要
生駒郡平群町吉新1丁目から生駒郡平群町大字信貴畑に至る。
生駒郡平群町中心部と信貴山麓、西和広域農道、信貴山朝護孫子寺を連絡する。

### 路線データ
- 起点：生駒郡平群町吉新1丁目（吉新交差点、国道168号交点）
- 終点：生駒郡平群町大字信貴畑（西和広域農道交点）
- 総延長：3.1 km

## 路線状況

### 道路施設

#### 橋梁
- 平群橋（竜田川、生駒郡平群町）

## 地理

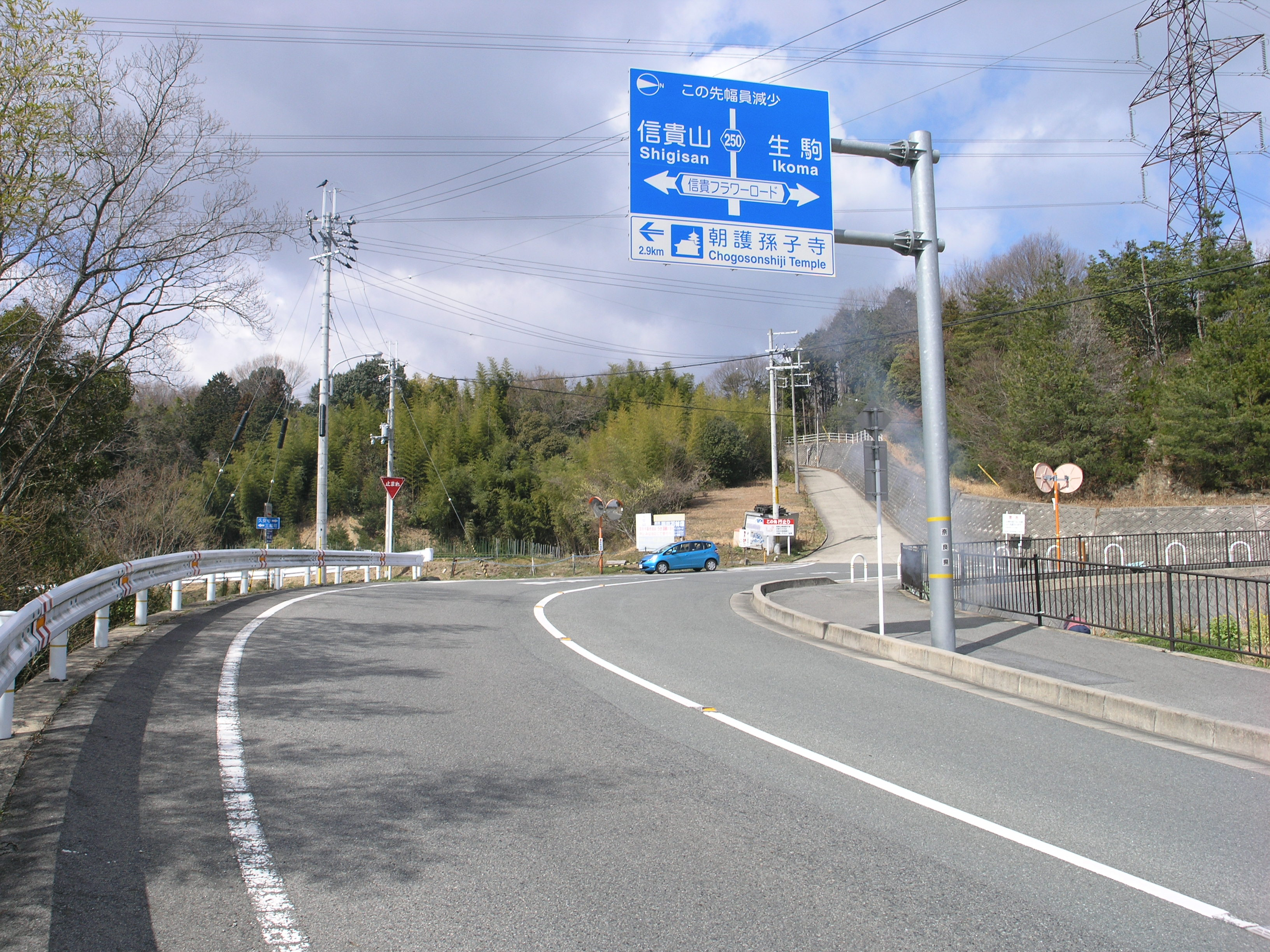
生駒郡平群町信貴畑の西和広域農道（信貴フラワーロード）交点付近
（2011年3月撮影）

### 通過する自治体
- 奈良県
  - 生駒郡平群町

### 交差する道路
| 交差する道路                      | 交差する場所 | 交差する場所      |
| --------------------------------- | ------------ | ----------------- |
| 国道168号 / 旧道                  | 吉新1丁目    | 吉新交差点 / 起点 |
| 西和広域農道 / 信貴フラワーロード | 大字信貴畑   | 終点              |

### 沿線
- 近鉄生駒線 平群駅
- 平群町立平群小学校
- 平群町役場